# Donja Tramošnica (Pelagićevo)
Pour les articles homonymes, voir Donja Tramošnica.
Donja Tramošnica (en cyrillique : Горња Трамошница) est un village de Bosnie-Herzégovine. Il est situé dans la municipalité de Pelagićevo et dans la république serbe de Bosnie. Selon les premiers résultats du recensement bosnien de 2013, il compte 1 244 habitants.
Avant la guerre de Bosnie-Herzégovine, le village faisait entièrement partie de la municipalité de Gradačac ; après la guerre, une portion de son territoire a été rattachée à la municipalité de Pelagićevo, intégrée à la république serbe de Bosnie.

## Démographie

### Évolution historique de la population dans la localité
| 1948 | 1953 | 1961  | 1971  | 1981  | 1991  | 2013  |
| ---- | ---- | ----- | ----- | ----- | ----- | ----- |
| -    | -    | 1 449 | 1 628 | 1 839 | 1 753 | 1 244 |

|  |

### Communauté locale
En 1991, la communauté locale de Donja Tramošnica comptait 2 760 habitants, répartis de la manière suivante :